# Чернильное сердце (роман)
«Черни́льное се́рдце» (нем. Tintenherz) — первая книга из «чернильной» тетралогии немецкой писательницы Корнелии Функе. Вторая часть трилогии, «Чернильная кровь» (2005), также переведена на русский язык. Третья часть поступила в продажу в Германии 28 сентября 2007 года. В России «Чернильная смерть» поступила в продажу в начале 2012 года. Четвертая книга — «Цвет мести» — вышла в Германии 12 октября 2023 года.
По роману снят одноимённый фильм, мировая премьера которого состоялась 9 января 2009 года, премьера в России состоялась 19 марта 2009 года.

## Сюжет
Мортимер, отец двенадцатилетней Мэгги, обладает удивительной способностью: когда он читает вслух, герои книг оживают, но есть и побочный эффект: на страницы книги попадает кто-нибудь из окружающих. Так однажды в доме Мэгги появился отъявленный злодей из книги «Чернильное сердце» Каприкорн (Козерог), его верный слуга Баста, а также бродячий артист, пожиратель огня Сажерук (Пыльнорук), а вместо них в сказке оказалась мама Мэгги. Каприкорну пришёлся по душе наш мир, и он решил уничтожить все экземпляры книги со своей историей, кроме одного, тщательно охраняемого, чтобы никто не смог послать его обратно, но чтобы сам он мог заставить Мо, или кого-нибудь другого с таким же даром, вычитать ему его старинного друга — страшного Призрака, способного лишь убивать. Однако есть по крайней мере два человека, желающие заполучить хоть какой-нибудь экземпляр истории — Мо, потому что он верит, что в этой книге живёт его жена, и Сажерук, потому что он безгранично тоскует по своему родному миру. И тех двоих, не очень доверяющих друг другу, но ставших невольными союзниками, не останавливают никакие препятствия. Мэгги же, несмотря на плачевный опыт отца, тоже очень хочет обладать чудесным даром — вычитывать героев книг, и то ли наследственность, то ли страстное желание… в действительности оказывается, что и она обладает этим чудесным даром. Вместе с Фенолио, автором книги «Чернильное сердце», они претворяют в жизнь идею Мо, делают небольшое отступление в истории, и избавляются от страшных гостей из книги, а заодно Мэгги находит маму. Счастливое семейство поселяется у своей родственницы, библиофилки Элинор, которая даёт также пристанище в своём саду и всяким волшебным существам, вышедшим из книг — феям, кобольдам, стеклянным человечкам… но в нашем мире остались Баста, а также Мортола (Сорока), мать Каприкорна, и безутешно ностальгирующий Сажерук, а Фенолио попал в созданный им же самим мир, так что история не окончена.